# Manchester (Connecticut)
Manchester è un comune di 55.572 abitanti degli Stati Uniti d'America, situato nella Contea di Hartford nello Stato del Connecticut.